# Demonstrație elementară
În matematică, o demonstrație elementară este o demonstrație matematică care folosește doar tehnici de bază. Mai precis, termenul este folosit în teoria numerelor pentru a se referi la demonstrații care nu folosesc analiza complexă. Din punct de vedere istoric, s-a crezut cândva că anumite teoreme, cum ar fi teorema numerelor prime, nu pot fi dovedite decât invocând teoreme sau tehnici matematice „superioare”. Totuși, pe măsură ce trece timpul, multe dintre aceste rezultate au fost ulterior redemonstrate folosind doar tehnici elementare.
Deși în general nu există un consens cu privire la ceea ce este considerat ca fiind elementar, termenul este, totuși, o expresie obișnuită din jargonul matematic. O demonstrație elementară nu este neapărat simplă, în sensul de a fi ușor de înțeles sau banală. De fapt, unele demonstrații elementare pot fi destul de complicate, iar acest lucru este valabil mai ales atunci când este implicată o afirmație de importanță notabilă.

## Teorema numerelor prime
Deosebirea dintre demonstrațiile elementare și neelementare a fost considerată deosebit de importantă pentru teorema numerelor prime. Această teoremă a fost demonstrată pentru prima dată în 1896 de Jacques Hadamard și Charles Jean de la Vallée-Poussin folosind analiza complexă. Mulți matematicieni au încercat apoi să facă demonstrații elementare ale teoremei, fără succes. G.H. Hardy și-a exprimat rezerva, el a considerat că esențiala „profunzime” a rezultatului ar exclude demonstrațiile elementare:
„Nu se cunoaște nicio demonstrație elementară a teoremei numerelor prime și întrebarea este dacă este rezonabil să ne așteptăm la una. Acum știm că teorema este aproximativ echivalentă cu o teoremă despre o funcție analitică, teorema că funcția zeta Riemann nu are rădăcini pe o anumită dreaptă. O demonstrație a unei astfel de teoreme, care nu depinde în mod fundamental de teoria funcțiilor, mi se pare extraordinar de puțin probabilă. Este nepotrivit să afirmăm că o teoremă matematică nu poate fi demonstrată într-un mod particular; dar un lucru pare destul de clar. Avem anumite puncte de vedere despre logica teoriei; credem că unele teoreme, așa cum spunem „se află în adânc”, iar altele mai aproape de suprafață. Dacă cineva face o demonstrație elementară a teoremei numerelor prime, el va arăta că aceste puncte de vedere sunt greșite, că subiectul nu este așa cum am presupus și că este timpul să fie abandonate cărțile, iar pentru teorie să fie rescrisă.”—G. H. Hardy (1921). Lecture to Mathematical Society of Copenhagen. Quoted in Goldfeld (2003), p. 3
Textul original al citatului
Totuși, în 1948, Atle Selberg a elaborat noi metode, care l-au determinat pe el și pe Paul Erdős să găsească demonstrații elementare ale teoremei numerelor prime.

## Conjectura Friedman
Harvey Friedman a conjecturat că: „Fiecare teoremă publicată în Annals of Mathematics a cărei afirmație implică doar obiecte matematice care pot fi descrise printr-un număr finit de noțiuni (adică ceea ce logicienii numesc afirmație aritmetică) poate fi demonstrat prin aritmetică elementară.” Forma aritmeticii elementare la care se face referire în această conjectură poate fi formalizată printr-un mic set de axiome referitoare la aritmetica numerică și la inducția matematică. De exemplu, conform acestei conjecturi, Marea teoremă a lui Fermat ar trebui să aibă o demonstrație elementară. Însă demonstrația lui Wiles a marii teoreme a lui Fermat nu este una elementară. Totuși, există alte afirmații simple despre aritmetică, cum ar fi existența funcțiilor exponențiale iterate, care nu pot fi demonstrate în această teorie.